# Woodford megye (Illinois)
Woodford megye az Amerikai Egyesült Államokban, azon belül Illinois államban található. Megyeszékhelye és legnagyobb városa Eureka. Lakosainak száma 38 467 fő (2020. április 1.). Woodford megye Marshall, LaSalle, Livingston, McLean, Tazewell és Peoria megyékkel határos.

## Népesség
A megye népességének változása:
| Lakosok száma | 38 647 | 38 951 | 38 965 | 39 273 | 39 227 | 38 467 |
|               | 2010   | 2011   | 2012   | 2013   | 2015   | 2020   |